# 빌 제임스

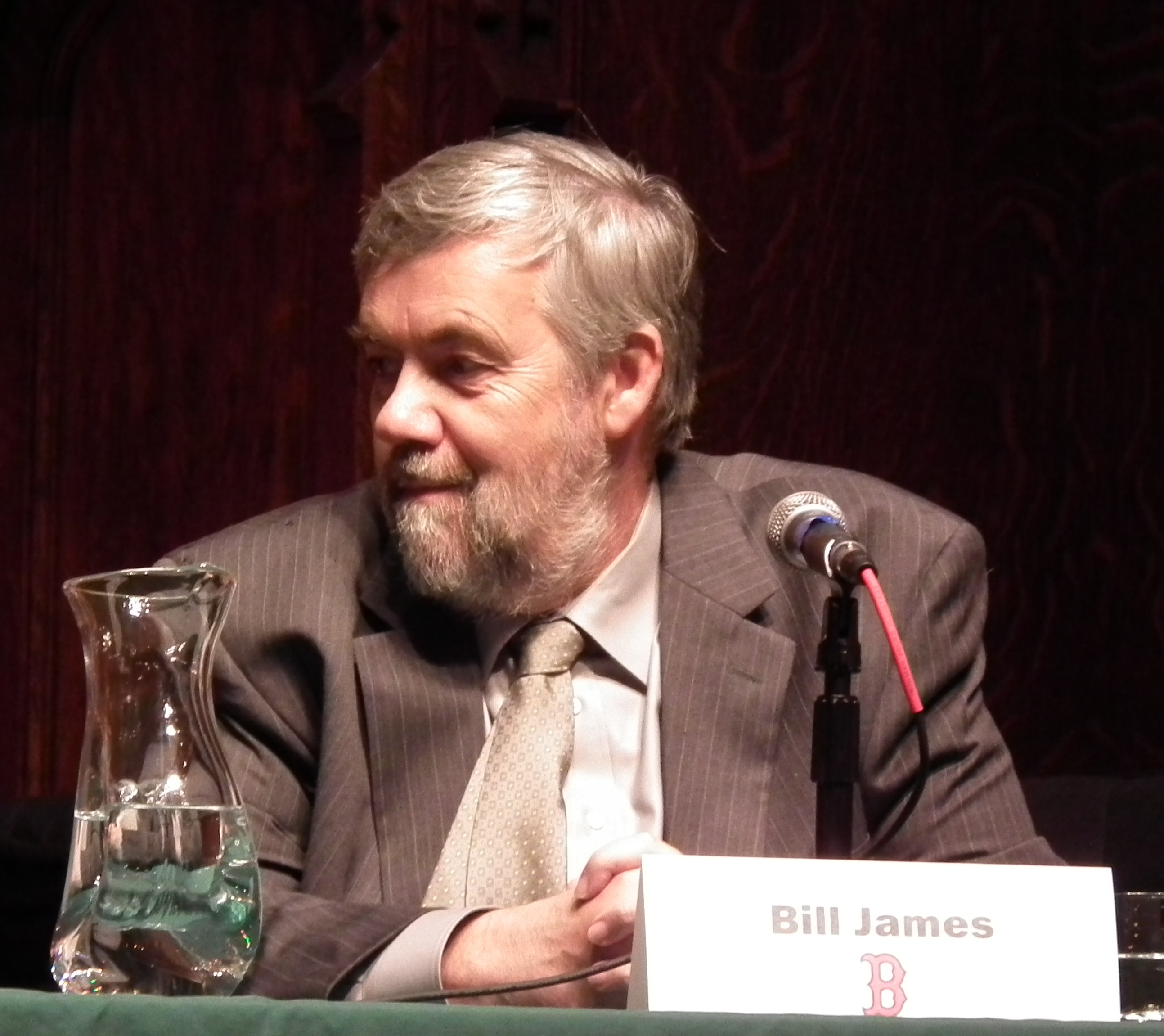

조지 윌리엄 빌 제임스(영어: George William "Bill" James, 1949년 10월 5일 ~ )는 미국의 야구 저술가이자 통계학자이다.

## 어린 시절
캔자스 대학에서의 4년을 마치고 1971년 육군에 입대한다.

## 빌 제임스의 야구 축약본
육군에서 제대한 뒤인 20대 중반 이후, 야구에 관한 기사를 쓰기 시작한다. 특히 제임스가 초반에 썼던 글들은 통조림 회사인 스토클리 밴 캠프의 야간 경비 업무를 하면서 작성된 것이다.